# سنجاب زمینی ریچاردسون
سنجاب زمینی ریچاردسون (نام علمی: Urocitellus richardsonii) نام یک گونه از سرده سنجاب‌های زمینی تمام‌شمالی است.